# باسل كوركيس
باسل كوركيس حنا ، لاعب كرة قدم عراقي سابق. مثل منتخب العراق لكرة القدم ونادي الشباب العراقي في فترة الثمانينيات. كان يمتلك كل ميزات لاعب الوسط الناجح، فهو مراوغ جيد ويمرر الكرات ورأسه مرفوعاً، كذلك له القدرة على ضبط إيقاع اللعب وفق الظروف التي يحتاجها فريقه، كما أنه يجيد اللعب في خطي الوسط والدفاع وبالإمكانية نفسها، كذلك له القدرة على تسجيل الأهداف وصناعتها والانسجام مع زملائه داخل الميدان ويمكن عدّ باسل كوركيس واحداً من أفضل ثلاثة لاعبين في تاريخ المنتخب من الذين لعبوا في خط الوسط، فقد سبقه هادي أحمد وتلاه النجم نشأت أكرم.

## بداياته
بدأ حياته الرياضية مع الفرق الشعبية في منطقة حي الرياض ببغداد، إنضم عام 1977 إلى نادي السعدون الذي كان يلعب بدوري الدرجة الثانية، وفي عام 1979 أنضم إلى صفوف شباب فريق الأمانة وبعد موسمين إنضم إلى الفريق الأول إلى جانب نخبة من أفضل اللاعبين الشباب الذين أصبحوا فيما بعد نجوماً للكرة العراقية الكبار أمثال كريم محمد علاوي، ناطق هاشم، كريم كامل، غانم عريبي, غازي هاشم، وغيرهم... واستطاع الفريق في ذلك الموسم أن يحقق نتائج جيدة.

## دوري الأضواء
خاض مباراته الأولى مع نادي الأمانة في دوري الكبار وكانت ضد نادي الطيران (القوة الجوية حاليا) عام 1981 وانتهت بالتعادل (1 ـ 1)، وفي ذلك الموسم خاض باسل كوركيس أفضل مبارياته لفريقه الأمانة ضد نادي الزوراء وانتهت لصالح الأمانة (4 ـ 1) حيث تمكن باسل كوركيس في هذه المباراة من تسجيل الهدف الأول له في دوري الكبار، كما شارك مع منتخب الشباب في بطولة"ريكا"التي جرت في يوغسلافيا.

## المنتخب الوطني
نتيجة للمستوى المتميز جدا انتبه إلى قدراته شيخ المدربين العراقي الراحل عمو بابا ليضمه إلى صفوف المنتخب الوطني العراقي، وكانت أولى مبارياته الدولية ضد المنتخب الأردني في بغداد وكانت مباراة ودية انتهت بفوز العراق بنتيجة(7 - 1).وقد كان باسل كوركيس من بين اللاعبين الذين وقع عليهم الاختيار للمشاركة في دورة خليجي (6) في الإمارات عام 1982.

## نادي الشباب
في بداية موسم 82 ـ 1983 انتقل إلى فريق الشباب مع زميله غانم عريبي بسبب ظروف التحاقه بالخدمة العسكرية ليجد أمامه نخبة من نجوم الكرة العراقية الكبار أمثال فلاح حسن وعبد الإله عبد الواحد وإسماعيل محمد وحارس محمد وغيرهم، وقد بقي باسل كوركيس يدافع عن ألوان فريق الشباب حتى موسم 89 ـ 1990, ليقرر الانتقال إلى صفوف نادي الطلبة الذي قدم معه مستوى متقدماً جدا خصوصا بعد أن لعبة في مركز القشاش.

## أبرز إنجازاته
أرتبط اسم باسل كوركيس بأبرز الإنجازات التي حققتها المنتخبات والأندية العراقية في ثمانينيات القرن الماضي ومن أبرز هذه الإنجازات:

### خليجي 7
فوز المنتخب الوطني بلقب خليجي 7 في مسقط عام 1984

### دورة مرليون
فوز المنتخب الوطني ببطولة مرليون الدولية في سنغافورة في العام ذاته.

### الدورة العربية في المغرب
كانت مساهمته كبيرة في إحراز المنتخب الثاني الميدالية الذهبية بدورة الألعاب العربية السادسة التي جرت في المغرب عام 1985، حيث تمكن من صنع هدف التعادل للمنتخب الوطني الذي سجله أحمد راضي في مرمى السعودية في المباراة شبه النهائية عبر تمريرة نموذجية وكذلك إحرازه هدف الفوز في مرمى الحارس المغربي الشهير بادو الزاكي عن طريق ضربة رأس في الشوط الأول من المباراة النهائية.

### كأس العالم
شارك باسل كوركيس مع منتخب العراق الوطني في تصفيات كأس العالم 1985، حيث تأهل إلى نهائيات كأس العالم التي جرت عام 1986 في المكسيك وقد شارك في المباراة الأولى ضد البارغواي وفي المباراة الثانية أمام بلجيكا تعرض إلى الطرد من حكم المباراة مما أدى إلى انتهاء مشواره في كأس العالم.

### دورة سيؤول الأولمبية
شارك باسل كوركيس في تأهل منتخب العراق الأولمبي إلى نهائيات دورة سيئول الأولمبية عام 1988 وشارك في نهائياتها

### خليجي 9
وكذلك كان من المساهمين البارزين في فوز المنتخب العراقي بلقب خليجي 9 في الرياض عام 1988، وفي تلك الدورة سجل هدفاً جميلاً بمرمى الحارس السعودي سالم مروان حيثث تبادل الكرة مع احمد راضي ثم راوغ الحارس السعودي ووضع الكرة في شباكه بكل ثقة ما جعل الجمهور السعودي الكبير الذي كان يساند منتخبه في تلك المباراة ينقلب على فريقه ويقوم بتشجيع المنتخب عبر أهزوجة موحدة تقول: حيوا العراقي حيوا.

### كأس العرب الخامسة
أسهم أيضا في احتفاظ المنتخب العراقي بلقب كأس العرب الخامسة التي جرت في الأردن عام 1988 وتمكن من إحراز هدف التعادل في مرمى المنتخب السوري قبل أن تحسم المباراة والبطولة عبر ركلات الجزاء الترجيحية التي فاز بها العراق.
وكان عام 1989 هو الأخير له مع المنتخبات الوطنية، حيث شمله الإبعاد مع مجموعة كبيرة من اللاعبين بعد التعادل مع منتخب قطر في تصفيات كأس العالم ببغداد (2 ـ 2) ليطوي مسيرة مميزة جدا وحافلة بالإنجازات.

## مواقف مؤلمة
يحتوي السجل الرياضي للاعب الكبير باسل كوركيس على بعض المواقف المميزة لعل أهمها مشاركته في المباراة الحاسمة ضد المنتخب السوري في تصفيات كأس العالم التي جرت في الطائف عام 1985 برغم وفاة والده في يوم المباراة نفسه. ومن المواقف الأخرى تسجيله هدفا عن طريق الخطأ في مرمى الحارس فتاح نصيف بمباراة العراق وقطر في خليجي (7)، حيث أدى هذا الهدف إلى خسارة منتخب العراق تلك المباراة (1 ـ 2) وبالتالي احتجنا إلى خوض مباراة فاصلة مع المنتخب القطري، لكن برغم ما حصل فأن باسل كوركيس لم يتعرض إلى الإحباط وقدّم مباراة كبيرة في الشوط الثاني وحاول تصحيح خطأه.

### نادية
ولكن أكثر لحظات حياته ألما ًهو إعدام شقيقته نادية كوركيس، حيث تم أعتقالها في إحدى صباحات الحرم الجامعي لكلية الزراعة في عام 1980 وهي لم تتجاوز ربيعها الثامن عشر، ولم تتمكن عائلة كوركيس من الوصول إلى اية معلومة حول مصير نادية الرغم من المحاولات المستميتة التي بذلها الكابتن باسل وبقية افراد العائلة. وتم إعدامها في ما بعد مع مجموعة من زملاؤها بتهمة الانتماء إلى الشيوعية عام 1982.

## أبرز المدربين الذين أشرفوا على تدريبه
زيا إسحاق، نصرت ناصر، عمو بابا، أنور جسام، أكرم سلمان، سعد حمزة، جمال صالح، إيدو، ايفرستو وغيرهم.

## في التدريب
الآن هو مساعد مدرب منتخب العراق لكرة القدم.

## الوصلات الخارجية
- باسل كوركيس على موقع الاتحاد الدولي (مؤرشف)  (الإنجليزية)
- باسل كوركيس على موقع ناشيونال فوتبول تيمز (الإنجليزية)
- باسل كوركيس على موقع Soccerway.com (الإنجليزية)
- باسل كوركيس على موقع أوليمبيديا (الإنجليزية)

مقطع من اليوتيوب هدف باسل كوركيس على سوريا في نهائي كاس العرب على يوتيوب
منتدبات عنكاوا
المدى اليومية
مع باسل كوركيس -منتديات كرملش يمي
النبأ المعلوماتية